# カイ・トランプ
カイ・マディソン・トランプ（Kai Madison Trump, 2007年5月12日 - ）は、アメリカ合衆国のソーシャルメディア・パーソナリティ、ゴルファーである。トランプ家の一員である彼女は、ドナルド・トランプ・ジュニアとヴァネッサ・ハイドンの娘で、第45・47代アメリカ合衆国大統領のドナルド・トランプの初孫にあたる。彼女は2024年共和党全国大会において祖父の大統領選挙運動を支持する演説を行ったことで全国的に有名になり、その後はソーシャルメディア・パーソナリティとなった。彼女は2026年よりマイアミ大学の女子ゴルフチームでプレーすることを約束している。

## 生い立ち

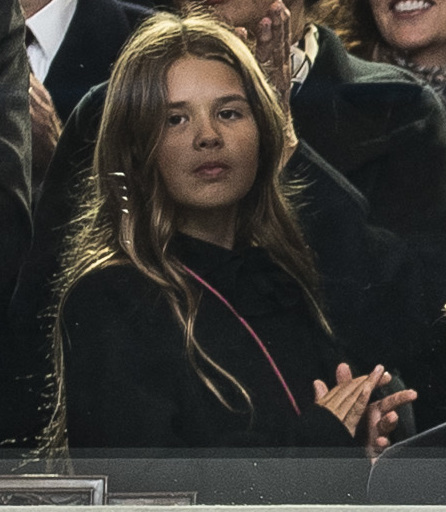
2017年1月20日、ドナルド・トランプの大統領就任式に出席するカイ・トランプ。

カイ・マディソン・トランプは2007年5月12日にニューヨークで生まれた。彼女はドナルド・トランプ・ジュニアとヴァネッサ・ハイドンの娘で、ドナルド・トランプの初孫にあたる。彼女の名前は母方の曾祖父にあたるデンマークのジャズミュージシャンのカイ・エワンスに因んでいる。彼女は5人きょうだいの長女である。彼女はフロリダ州パームビーチガーデンズのベンジャミン・スクールに通っている。

## ゴルフ
トランプは競技ゴルファーであり、パームビーチガーデンズのベンジャミン・スクールでのプレー経験がある。彼女はトランプ・インターナショナル・パームビーチで開催された2022年のウィメン・クラブ・チャンピオンシップと2024年レディース・クラブ・チャンピオンシップで優勝し、競技ハンディキャップ+0.5を記録した。
2024年8月、彼女は2026年度入学クラスの一員としてマイアミ大学のゴルフチームでプレーすることを口頭で約束している・2025年時点での彼女の名前、画像、肖像の価値は120万ドルと報じられており、キャロウェイゴルフやテーラーメイドゴルフなどがスポンサーとなっている。

## 政治
彼女はミルウォーキーで開催された2024年共和党全国大会に出席し、ソフトの関係に焦点を当てた演説を行った。演説の中で彼女は祖父のことを「ごく普通のおじいちゃん」（"just a normal grandpa"）と表現し、インスピレーションを与えてくれる存在と呼んだ。『ガーディアンUS』の元編集者のジョン・マルホランドはこの演説を「政治的に計算されたイメージチェンジの一部」と呼び、また政治評論家でCNNのレギュラー寄稿者のヴァン・ジョーンズは、「孫娘が表舞台に出て、我々の心を開いた」と述べ、ドナルド・トランプを人間味のある、「好感の持てる人物」に仕立て上げたと評した。カイ・トランプ自身は、「私はこの分野には関わらず、ゴルフに専念する」と、公職への出馬には関心が無いことを明言している。

## ソーシャルメディア
2024年7月の共和党全国大会への参加後、彼女のInstagramのフォロワー数は24時間以内に12万5,000人から18万5,000人に増加し、7月末までに33万3,000人以上を獲得した。
彼女は2024年アメリカ合衆国大統領選挙におけるドナルド・トランプの勝利を祝うVlogを投稿し、祖父の選挙運動を全面的に支援したイーロン・マスクが11月10日に「叔父になった」と発言したことが注目を集めた。
2025年7月19日時点での彼女のYouTubeチャンネルの登録者数は118万人、TikTokのフォロワー数は320万人、Xのフォロワー数は89万8900人である。選挙後、彼女はドナルド・トランプの若年層における人気向上に重要な影響力を持つ人物、そしてソーシャルメディア上における強力な擁護者として注目された。